# 燕崗駅 (広州市)
燕崗駅（えんこうえき）は、中華人民共和国広東省広州市海珠区に位置する広仏地下鉄線及び広州地下鉄11号線の駅である。

## 沿革
- 2015年12月28日：広仏線(仏山地下鉄1号線)の駅として開業[1]。
- 2024年12月28日：広州地下鉄11号線の開業により、乗り換え駅となる[2]。

## 隣の駅
■広仏地下鉄線
鶴洞駅 - 沙涌駅 -沙園駅
■広州地下鉄11号線
大沖口駅 - 沙涌駅 - 鶴洞東駅